# 麝香間祗候
麝香間祗候（じゃこうのましこう）は、明治維新の功労者である華族または功労や勲功のあった親任官や勅任官の退職者を優遇するため、明治時代の初めに置かれた資格。職制・俸給等はない名誉職。宮中席次等では勅任官に準じた待遇を受けた。下位に錦鶏間祗候がある。

## 概要
麝香間祗候は1869年（明治2年）に天皇が国事を諮詢するため、前議定の蜂須賀茂韶ら諸侯に麝香間への出仕を命じたことで生まれた地位で、これを仰付けられた公家・武家はともに高位・大身である。
麝香間は明治維新以前は親王や大臣の候所であったことから、当初の麝香間祗候は大臣に準ずる特別の優待であった。
廃藩置県以後に官員の地位が向上していくことに伴い、勅任官は麝香間詰（じゃこうのまづめ）と同様に取り扱われるようになり、1879年（明治12年）には麝香間祗候華族は勅任官に準ずるとした。
この頃に麝香間詰の制度上の位置付けが明確化され、麝香間詰なる者は族称若しくは爵号のようなものではなく、全く御優待あらせられ若しくは国事御諮詢あらせられる為の特別の地位であるとされた。
1890年（明治23年）以後は親任官等の退職者を優遇するために麝香間祗候を命ずるようになった。

### 大臣・前大臣に準ずる取り扱い
麝香間は京都御所の中にある処の座席の名で、明治維新以前に在っては親王・大臣の候所になる。
藤波言忠 (1924) によると麝香之間は「摂家、宮方（伏見、有栖川、桂、閑院）、諸家の大臣、准大臣、及び当今の御養子又は御連枝にあらざる入道親王、摂家門跡等の候所なり」とある。
また、前官礼遇のために前関白はなお八景繪間（この間は関白の官房になる）に参入し、前大臣は麝香間に参入し、議奏・伝奏などの関白に亜ぎ朝廷の政務に預かっていた役目の退職者は錦鶏間に参入させていた例がある。
1868年1月3日（慶応3年12月9日）の王政復古により摂政・関白・幕府等を廃止して仮に総裁・議定・参与の三職を置くと、新たに宮中三職の出仕席を定め総裁・議定詰所は麝香間、同休所は水鳥間とした。
また、従前は三公（大臣）の下が親王で在ったところ、1868年2月9日（慶応4年正月16日）に親王宣下を済ませた方の座次は三公の上となった。これに伴い参入席も変更し、職を任せられた親王・大臣は八景絵間に参入させることとし、その他の親王・大臣は麝香間に参入させることとし、これまで非大臣で麝香間に参入していた人々は内々小番勤を仕ることとなった。
1868年6月11日（慶応4年閏4月21日）に政体書を定めて親王・公卿・諸侯を議定・知官事等の要職に充てる。その後、1869年6月22日（明治2年5月13日）に公選法を設け、要職の定員を定めて輔相1人、議定4人、参与6人、六官知事6人、内廷職知事1人、六官副知事6人とし、これらを選挙することになる。
この制度改正に因り同年6月24日（同年5月15日）に諸侯の職務を免じたときに、功労のある諸侯にはその者が出仕の際に麝香間祇候とするように命じた。
太政類典の編纂者の註記によれば、これまでは親王・大臣を麝香間に参入させてきたことから、旧議定・参与奉職の諸侯を麝香間に祇候させるのは特殊の優待になると考えられた。
なお官吏公選を行う前に、1868年9月3日（慶応4年7月17日）に江戸の名称を東京として、1868年12月2日（明治元年10月19日）に東京城を以て皇居と定め、1869年4月5日（明治2年2月24日）に東幸中に太政官を東京に移しており、麝香間祇候は天皇が東京に滞在しているときに命じられた。
1869年8月15日（明治2年7月8日）に従前の官位を廃止して職員令を定めると、従前の大臣は廃官となるので、同年8月28日（同年7月21日）に親王・元大臣の参入席並びに取扱方を定め、親王は八景ノ間へ参入の事として送迎お取り扱いは総てこれまで通りとする一方で、元大臣は麝香間へ参入の事として取り扱いは非官の華族と同様になった。
元大臣に加えて特に祗候を命ぜられた元議定等がともに麝香間に参入することになった。
この時期には麝香間への出仕を命じられた者を「麝香間詰」、「華族麝香間祇候之面々」などと称して、これと非職華族とはその取り扱いを区別する場合がある。
麝香間詰は宮中へ出仕するだけではなく、練兵天覧の際などに諸官省長官ともども参朝を命ぜられた。
1870年（明治3年）以前は参朝のときの下馬下乗の規則は麝香間祇候の華族はその他の華族（公卿・諸侯）と区別せずに同じ取り扱いであったが、1870年5月12日（明治3年4月12日）に麝香間祇候の華族は中仕切御門まで乗輿乗馬を許されて、伯、左右大臣、大納言、六省卿、長官、尹、参議と同じ取り扱いとなった。このときは中仕切御門の中にある車寄門外で下乗下馬させるのは親王だけである。
この時期は主に功労がある華族に麝香間祇候を命じており、隠居するときに麝香間へ参入を命じる場合、単に麝香間祇候を命ずる場合、辞職するときに今後は国事諮詢の為に麝香間祗候とする場合などがある。
華族以外の例では1870年8月8日（明治3年7月12日）に前参与の後藤元燁に麝香間祇候を命じて国事諮詢の為め隔日出仕させた。

### 勅任官に準ずる待遇
廃藩置県の頃から、明治政府では皇族や華族に代わって実務能力に優れた官員が増大しその地位を向上させるようになり、皇族・華族の取り扱いと官員の取り扱いとの関係にもそれが反映される。
1871年12月1日（明治4年10月19日）には皇族・華族については職務関係の取り扱いと、職務関係の外の取り扱いを区別することになり、在官の華族は職務関係の外は官・族の内で重きに従い取り扱いできる事とした。
1873年（明治6年）になると参朝のときの下馬下乗の規則でも官員の取り扱いを重くすることになるが、ただし親王、麝香間詰及び非職華族はこれまで通りの取り扱いであった。
従前は「皇族」、「一等官及び麝香間詰」、「二等官以下及び非職華族」でそれぞれ区別して取り扱って来たところ、1873年（明治6年）3月15日には「親王・三職・一等官」、「二等官以下勅任官及び麝香間詰」、「奏任官以下及び非職華族」でそれぞれ区別することになる。従前は太政大臣以下の一等官と麝香間詰とは同じ取り扱いであったところ、このときに三職・一等官は親王に準ずる取り扱いとなり、また従前は二等官以下勅任官と非職華族とは同じ取り扱いであったところ、このときに二等官以下勅任官は麝香間詰と同様の取り扱いに引き上げられた。
その後は参朝のときの取り扱いや大礼服でも麝香間祗候ノ輩が勅任官と同様またはこれに準ずる取り扱いとされており、1879年（明治12年）12月に内務省の伺いで麝香間祗候華族とは異なり宮中祗候華族の取り扱いは一般華族と同じになることが確認され、太政官指令により伺いの通り麝香間祗候華族は勅任官の取り扱いで官吏に準じるとされた。
1879年（明治12年）以前は麝香間詰の輩が官に就いたときの仕来りは二通りがあり、一つは麝香間詰の者が官途へ採用された後にその官を免ぜられたときに改めて達しがなくとも現に麝香間詰に復帰する者（徳川慶勝、久我建通などの類）、一つは麝香間詰の者が一旦官途へ採用と同時に麝香間詰の列を除かれた者（後藤象二郎、斎藤利行などの類）があった。これについて宮内省の伺いにより法制局が見解を示して、麝香間詰なる者は族称若しくは爵号のようなものではなく、全く御優待あらせられ若しくは国事御諮詢あらせられる為の特別の地位であるとした。このため、1879年（明治12年）5月7日の太政官指令で麝香間詰の者が官に就いたときに別段の達しが無い者は麝香間詰の列を除かれることになり、ただしこのとき現に祗候の輩はこれに抵触する場合でも御沙汰あるまで従前の通りとした。
この時期には麝香間への出仕を命じられた者を「麝香間詰」、「麝香間祗候ノ輩」、「麝香之間詰」、「麝香間祗候華族」、「麝香間祗候」などと称して、これと非職華族とはその取り扱いを区別する場合があり、後には「麝香間祗候」の礼遇を享ける資格と解された。
麝香間祗候の華族は公家・武家ともに高位・大身の大華族で、1874年（明治7年）6月に『華族会館』が発足した際は通款社と麝香間祗候の華族を中心としてこれを創設した。
「麝香間詰」と表記する例は1883年（明治16年）までは見られる。
この時期も主に功労がある華族に麝香間祇候を命じており、国事諮詢の為にそのときは参朝させる場合、特旨などで麝香麝香間祇候を命じる場合がある。
歌道御師範勉励など特別の思し召しで麝香間祇候を命じたこともある。
1884年（明治17年）に華族令（明治17年奉勅達）により爵を定めると、麝香間祗候無爵者は特にその戸主の爵に均しい礼遇を享けさせることになる。
しかし、有爵者の大礼服が定められその着用が求められ、また参朝のときの馬車乗馬の取り扱いが定められるなど、これまでの麝香間祗候の華族とその他の華族とにあったその取り扱いの違いは失われていく。

### 功労ある退職者の処遇
1889年（明治22年）の大日本帝国憲法制定により帝国議会を設置することが決まると、1890年（明治23年）に元老院を廃止することになる。これに伴い、元老院議官の退職者を処遇するために麝香間祗候の次に新たに錦鶏間祗候を置くことになる。このとき元老院議官の退職者はその功労と勲位とにより麝香間祗候または錦鶏間祗候が命ぜられることになり、また、将来国家に功労あるものはその事績と地位とを参酌してそのどちらかの間の祗候を命ぜられたときは功臣を優遇する方法において適当と認めて、同年9月19日に麝香間祗候を命ぜられるべき者を次の様に明文化した。（1）親任官の者（このときは元老院議長を想定）、（2）大政維新の際に参与と為さり続けて勅任官に任じ復古及び軍功の永世賞典を受ける者とした。
1908年（明治41年）6月8日には、定員を15名と定めた。
宮中席次では第2階に属する第21の順位で、第19の高等官一等（勅任官）、第20の貴族院副議長・衆議院副議長の下、第22の侯爵、第23の正二位の上に位置付けられた。
1890年（明治23年）以後の任命手続きでは、内閣総理大臣の申牒に基づき宮内大臣が奏薦していたが、1917年（大正6年）にはその名称が宮中に属するとしてもその実質は栄典なので国務に属するとして、内閣総理大臣が奏薦することに改めた。
第二次世界大戦以前は、五摂家および麝香間祗候には、毎年5月-6月頃に御陪食を賜る機会があったが、戦後は絶えた。1949年（昭和24年）、天皇の思召しにより御縁故者の一条実孝と柳原博光が拝謁する機会を得ることができた。この拝謁は、以降、柳原が死去する1966年（昭和41年）まで毎年行われた。

## 祗候を命ぜられた主な者
- 浅野長勲 : 従一位勲一等侯爵・旧広島藩主・貴族院議員
- 池田章政 : 従一位勲一等侯爵・旧岡山藩主
- 岩下方平 : 子爵・勲一等瑞宝章
- 大木喬任 : 正二位勲一等伯爵・文部卿・司法卿
- 大原重徳 : 明治3年閏10月17日 -。贈正二位・刑法官知事・議定・上局議長・集議院長官
- 九条道孝 : 従一位大勲位公爵。貴族院議員
- 黒田長成 : 従一位勲一等侯爵・貴族院副議長・枢密顧問官
- 久我通久 : 従一位勲一等侯爵・東京府知事・元老院議官・宮中顧問官
- 近衛文麿 : 内閣総理大臣・貴族院議長・枢密院議長
- 嵯峨実愛 : 正二位勲一等・教部卿
- 三条公美 : 公爵
- 島津久光 : 従一位大勲位公爵・左大臣
- 島津忠重 : 正二位勲一等公爵・海軍少将・貴族院議員
- 島津忠寛 : 伯爵・旧佐土原藩主
- 鷹司輔煕 : 関白・摂関家
- 徳川昭武 : 陸軍少尉従三位勲一等・旧水戸藩主
- 徳川家達 : 従一位大勲位公爵・貴族院議長
- 徳川家正 : 正二位勲一等公爵・駐カナダ大使・駐トルコ大使・貴族院議長
- 徳川圀順 : 従二位勲二等公爵・貴族院議長
- 徳川達孝 : 正二位勲一等伯爵・貴族院議員・侍従長
- 徳川慶喜 : 従一位勲一等公爵・征夷大将軍
- 徳大寺実則 : 従一位大勲位・内大臣・宮内卿・侍従長・華族局長官
- 戸田氏共 : 従一位勲一等伯爵・オーストリア＝ハンガリー公使
- 中御門経之 : 従一位勲一等侯爵・留守長官
- 中山忠能 : 従一位大勲位侯爵・神祇伯
- 二条斉敬 : 関白・摂関家
- 蜂須賀茂韶 : 明治2年-。議定・正二位勲一等侯爵・貴族院議長・駐フランス国特命全権公使・東京府知事兼東京市長・旧徳島藩主
- 蜂須賀正韶 : 正二位勲二等侯爵・貴族院副議長
- 松平慶永 : 従一位勲一等・大蔵卿
- 毛利元昭 : 正二位勲二等公爵・貴族院議員
- 柳原義光 : 正三位勲三等伯爵・貴族院議員
- 山内容堂 : 明治2年7月9日 -。正二位、贈従一位・旧土佐藩主
- 山内豊景 : 正三位勲二等侯爵・貴族院議員
- 由利公正 : 従二位勲一等子爵・東京府知事・元老院議官・貴族院議員